# Сендув (Поддембицький повіт)
Сендув (пол. Sędów) — село в Польщі, у гміні Вартковиці Поддембицького повіту Лодзинського воєводства.
Населення — 146 осіб (2011).
У 1975-1998 роках село належало до Серадзького воєводства.

## Демографія
Демографічна структура станом на 31 березня 2011 року:
|          | Загалом | Допрацездатний вік | Працездатний вік | Постпрацездатний вік |
| -------- | ------- | ------------------ | ---------------- | -------------------- |
| Чоловіки | 74      | 15                 | 53               | 6                    |
| Жінки    | 72      | 16                 | 37               | 19                   |
| Разом    | 146     | 31                 | 90               | 25                   |